# Мински, Терри
Терри Мински (англ. Terri Minsky) — американская сценаристка и телепродюсер, создатель сериалов «Лиззи Магуайер», «Клава, давай!», «В поисках Картер» и «Энди Мак».

## Биография и личная жизнь
Мински выросла в Маунт-Лебаноне, штат Пенсильвания, США.
У Терри есть две дочери, и она написала книгу о материнстве под названием The Mother Load, в которой рассказывает о том, как ей удалось совместить материнские обязанности и отличную карьеру.

## Карьера
Перед тем как начать работать на телевидении писала для Wall Street Journal, Boston Globe, New York Daily News, Premiere, New York и Esquire.
Первой работой стал сценарий для сериала «Доктор, доктор» в 1989 году. Кроме того, она писала для сериала «Слепой полёт» в 1992 году. Работала над такими сериалами, как «Лиззи Магуайер», «Клава, давай!», «Шоу Джины Дэвис» и написала сценарий нескольких эпизодов сериала «Секс в большом городе». Занималась продюсированием шоу «Шерри» для канала Lifetime с Шерри Шеперд в главной роли, премьера шоу состоялась в октябре 2009 года.